# Injecció canònica

A és un subconjunt de B, i B és un superconjunt de A.

En matemàtiques, si A és un subconjunt de B, llavors l'aplicació inclusió (també dita funció inclusió o injecció canònica) és la funció ι que envia cada element x de A cap al mateix element x, vist com un element de B:
{\displaystyle \iota \colon A\rightarrow B,\qquad \iota (x)=x.}
De vegades s'utilitza una "fletxa amb ganxo" (U+21AA ↪ RIGHTWARDS ARROW WITH HOOK) en comptes de la fletxa habitual per representar l'aplicació inclusió; així, també es pot escriure
{\displaystyle \iota \colon A\hookrightarrow B.}
(aquesta notació de vegades s'utilitza per simbolitzar embeddings)
Aquesta i altres funcions injectives anàlogues procedents de subestructures de vegades s'anomenen injeccions naturals.
Donat un morfisme qualsevol f entre dos objectes X i Y, si existeix una aplicació en el domini ι : A → X, llavors es pot construir la restricció f i de f. En molts casos, també es pot construir una inclusió canònica en el codomini R → Y, anomenada recorregut de f.

## Aplicacions de les injeccions canòniques
Les aplicacions inclusió acostumen a ser homomorfismes d'estructures algebraiques; aquest tipus d'aplicacions inclusió són embeddings. Més concretament, donada una subestructura tancada sota algunes operacions, l'aplicació inclusió serà un embedding per raons tautològiques. Per exemple, per alguna operació binària ⋆, el fet de requerir
{\displaystyle \iota (x\star y)=\iota (x)\star \iota (y)}
és simplement dir que ⋆ és consistent, calculat tant en la subestructura com en l'estructura superior. El cas d'una operació unària és similar; però també cal considerar les operacions 0-àries, que seleccionen un element constant. Aquí, el punt clau és que la clausura significa que aquestes constants han d'existir en la subestructura.
Les aplicacions inclusió també tenen utilitat en topologia algebraica: si A és una retracció per deformació forta de X, llavors l'aplicació inclusió proporciona un isomorfisme entre tots els grups d'homotopia (és a dir, es tracta d'una equivalència d'homotopia).
En l'àmbit de la geometria, les aplicacions inclusió poden aparèixer com a embeddings de subvarietats. Els objectes contravariants (és a dir, els objectes que tenen pullbacks) com les formes diferencials admeten restriccions a subvarietats, la qual proporciona una funció en sentit contrari. Un altre exemple, més sofisticat, és el dels esquemes afins, per als quals les inclusions
{\displaystyle \operatorname {Spec} \left(R/I\right)\to \operatorname {Spec} (R)}
i
{\displaystyle \operatorname {Spec} \left(R/I^{2}\right)\to \operatorname {Spec} (R)}
poden ser morfismes diferents, on R és un anell commutatiu i I és un ideal.